# Parque nacional Deua
Deua es un parque nacional en Nueva Gales del Sur (Australia), ubicado a 268 km al suroeste de Sídney, ésta catalogado como un área silvestre.

## Datos
- Área: 829 km²
- Coordenadas: 35°58′27″S 149°43′15″E / -35.97417, 149.72083
- Fecha de Creación: 30 de marzo de 1979
- Administración: Servicio Para la Vida Salvaje y los Parques Nacionales de Nueva Gales del Sur
- Categoría IUCN: Ib

Véase también: Zonas protegidas de Nueva Gales del Sur